# ウィリアム・ジョセフ・バーンズ

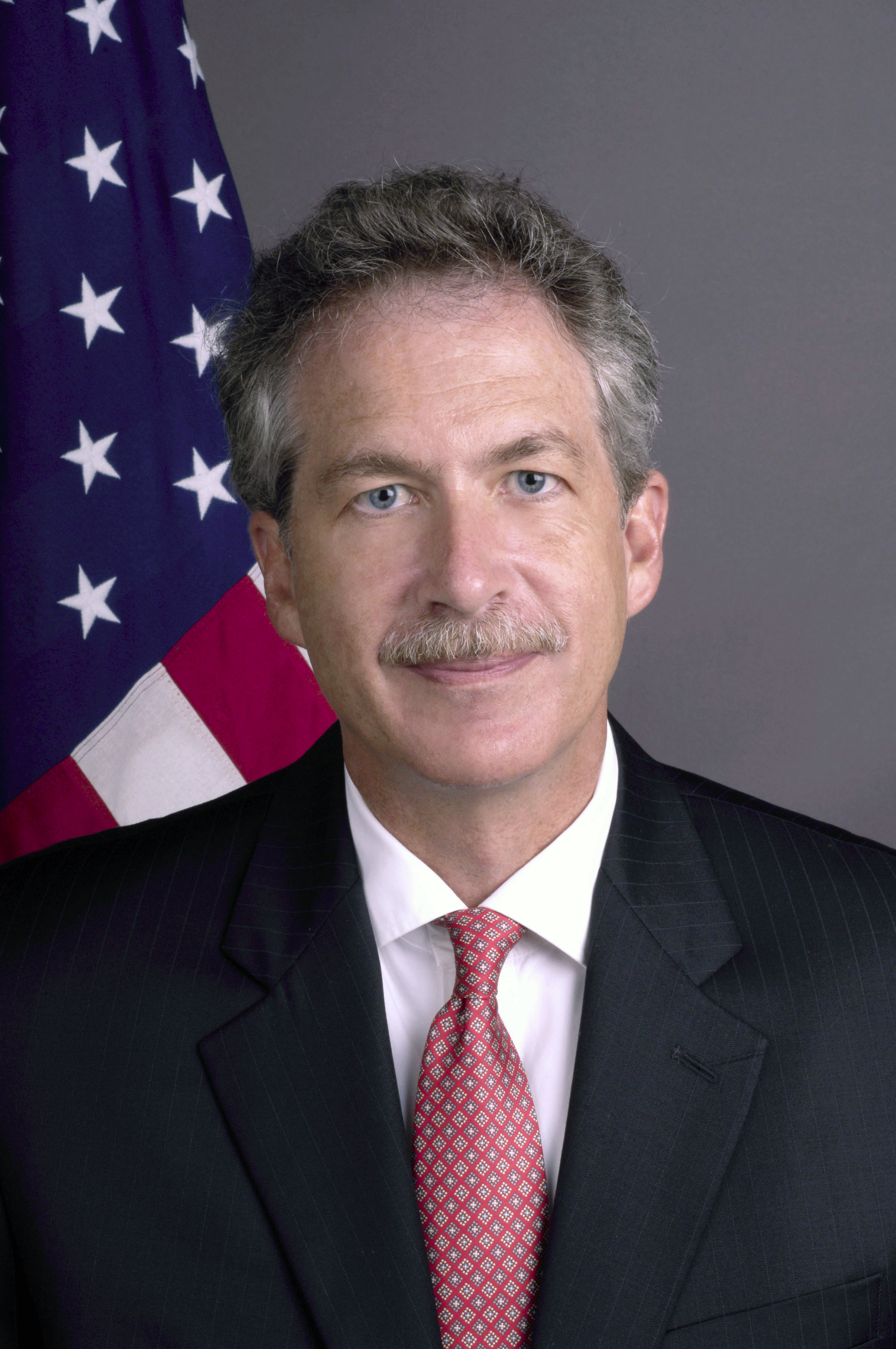
ウィリアム・ジョセフ・バーンズ

ウィリアム・ジョセフ・バーンズ（William Joseph Burns, 1956年4月4日 - ）は、アメリカ合衆国の外交官。ジョー・バイデン内閣下の2021年3月23日から2025年1月20日まで中央情報局(CIA)長官を務めた。

## 略歴
1978年ラ・サール大学歴史学科卒。マーシャル奨学生を得てオックスフォード大学に留学して哲学と国際関係論を学び修士課程修了。
1982年に国務省に入省。在アンマン大使館政治部、近東局、国務副長官室に勤務。国家安全保障会議近東部長、在ロシア大使館公使参事官兼政治部長、政策企画本部にて副部長および本部長代理を歴任。
1996年から1998年まで国務長官特別補佐官および国務省事務総長。1998年から2001年まで駐ヨルダン大使。2001年から2005年まで近東担当国務次官補。2005年から2008年まで駐ロシア大使。2008年から2011年まで政治担当国務次官。2011年から2014年まで国務副長官。2021年1月11日、ジョー・バイデン次期大統領より中央情報局(CIA)長官に指名され、上院では全会一致で人事案を承認。3月23日に就任宣誓を行った。

### 中央情報局長官として
2021年8月、ターリバーンが首都を制圧（カーブル陥落 参照）した後のアフガニスタンを極秘訪問。カーブルにおいてバラダル師と会談を行った。
2023年5月、米中関係が緊張感を増す中、中国を非公式訪問。中国の情報機関関係者と接触して意思疎通を続ける重要性を伝えた。同年7月21日、バイデン大統領はバーンズを閣僚に格上げすると発表した。新たな権限が与えられるわけではなく象徴的な意味合いが強い。

## 人物
バーンズはアラビア語、ロシア語、フランス語を理解し、大統領功労賞を2度受賞した。また国務省からも数多くの表彰を受け、2度の功労栄誉賞のほか、ジェイムズ・クレメント・ダン賞、2005年に紛争解決と平和構築を称えたロバート・C・フレイジャー記念賞、2006年に貿易開発におけるイニシアティブと成功を称えたチャールズ・E・コッブJr.国際親善賞、および5度の特別栄誉賞を受賞。雑誌タイムは1994年、バーンズを「アメリカの指導者として有望な40歳以下の50人」「世界的な指導者の卵100人」に挙げた。
バーンズは外交官として、1985年に『エジプトに対する経済援助とアメリカの政策』を著した。

## 受賞歴
2018年春の叙勲で旭日大綬章を受章。